# Ligue européenne de rink hockey 2018-2019
Navigation
Ligue européenne 2017-2018 Ligue européenne 2019-2020
La Ligue européenne de rink hockey 2018-2019 aussi appelée Euroleague est la 54e édition de la plus importante compétition européenne de rink hockey entre équipes de club, et la 12e sous la dénomination Ligue européenne. La compétition se déroule du 20 octobre 2018 au 12 mai 2019.
Le champion sortant est le FC Barcelone qui a remporté la saison passée son 22e titre de Champion d'Europe

## Participants
Les 16 participants à la compétition doivent être affiliés à l'une des fédérations suivantes : Allemagne, Espagne, France, Italie, Portugal, Suisse ou Angleterre. Le champion en titre ainsi que les champions nationaux sont automatiquement qualifiés. Les 9 équipes sont sélectionnées dans les 7 fédérations selon un système de points attribué à chaque fédération et calculé en fonction des résultats des clubs affiliés aux compétitions européennes (Ligue européenne+Coupe CERS) durant les 4 dernières années. 
- Le champion d'Angleterre, King's Lynn, a décliné l'invitation et sera remplacé par HRC Monza.

## Calendrier
Calendrier des compétitions : 
| Nom          | Tour             | Match aller       | Match retour      |
| ------------ | ---------------- | ----------------- | ----------------- |
| Poules       | Journée 1        | 20 octobre 2018   | 20 octobre 2018   |
| Poules       | Journée 2        | 17 novembre 2018  | 17 novembre 2018  |
| Poules       | Journée 3        | 1er décembre 2018 | 1er décembre 2018 |
| Poules       | Journée 4        | 19 janvier 2019   | 19 janvier 2019   |
| Poules       | Journée 5        | 16 février 2019   | 16 février 2019   |
| Poules       | Journée 6        | 9 mars 2019       | 9 mars 2019       |
| Phase finale | Quarts de finale | 23 mars 2019      | 6 avril 2019      |
| Phase finale | Demi-finale      | 11 mai 2019       | 11 mai 2019       |
| Phase finale | Finale           | 12 mai 2019       | 12 mai 2019       |

## Participants
| Phase de groupe                              | Phase de groupe                                          | Phase de groupe                            | Phase de groupe                         |
| -------------------------------------------- | -------------------------------------------------------- | ------------------------------------------ | --------------------------------------- |
| Sporting CP (champion du Portugal 2017-2018) | FC BarceloneTenant du titre (Champion OK Liga 2017-2018) | Amatori Lodi (champion d'Italie 2017-2018) | HC Quévert (champion de France 2017–18) |
| SL Benfica 2e                                | HC Liceo 2e                                              | HC Forte dei Marmi 2e                      | SCRA Saint-Omer 2e                      |
| FC Porto 3e                                  | Reus 3e                                                  | Follonica 6e +Coupe d'Italie               | Germania Herringen champion d'Allemagne |
| UD Oliveirense 4e                            | CE Noia 4e                                               | HRC Monza 8e                               | Montreux HC Champion de Suisse          |

## Phase de poule
SL Benfica

 Sporting CP
Pour le tirage au sort les 16 équipes sont placées dans 5 pots :
- Pot 1 : Le tenant du titre, les champions du Portugal, d'Espagne et d'Italie.
- Pot 2 : Les 3 clubs portugais.
- Pot 3 : Les 3 clubs italiens.
- Pot 4 : Les 2 clubs espagnols.
- Pot 5 : Deux clubs français, un club allemand et un suisse.

le champion sortant est mis dans le Groupe A, le champion du Portugal dans le Groupe B, le champion d'Espagne dans le Groupe C et le champion d'Italie dans le Groupe D. Deux clubs d'un même pays ne peuvent se retrouver dans la même poule.
Dans chaque poule les équipes se rencontrent deux fois en match aller et retour. Le premier et le deuxième de chaque poule sont qualifiés pour les Quarts de finale.

### Groupe A
Le tirage au sort des poules est effectué le 1er septembre 2018 à Viareggio,  Italie.
Le groupe A est composé des équipes du  FC Barcelone, UD Oliveirense, Follonica et HC Quévert.
| Rang | Équipe         | Pts | J | G | N | P | Bp | Bc | Diff |  | Résultats (dom.\ext.) |     |     |     |     |
| ---- | -------------- | --- | - | - | - | - | -- | -- | ---- |  | --------------------- | --- | --- | --- | --- |
| 1    | FC Barcelone   | 15  | 6 | 5 | 0 | 1 | 35 | 16 | +19  |  | FC Barcelone          |     | 7-6 | 9-2 | 7-2 |
| 2    | UD Oliveirense | 9   | 6 | 3 | 0 | 3 | 26 | 25 | +1   |  | UD Oliveirense        | 4-2 |     | 6-5 | 6-4 |
| 3    | Follonica      | 9   | 6 | 3 | 0 | 3 | 17 | 29 | -12  |  | Follonica             | 0-4 | 3-2 |     | 4-3 |
| 4    | HC Quévert     | 3   | 6 | 1 | 0 | 3 | 17 | 28 | -11  |  | HC Quévert            | 2-6 | 4-2 | 2-3 |     |

(en) Source

### Groupe B
Le groupe B est composé des équipes du  HC Liceo, Sporting CP, HC Forte dei Marmi et Germania Herringen.
| Rang | Équipe             | Pts | J | G | N | P | Bp | Bc | Diff |  | Résultats (dom.\ext.) |     |     |     |      |
| ---- | ------------------ | --- | - | - | - | - | -- | -- | ---- |  | --------------------- | --- | --- | --- | ---- |
| 1    | Sporting CP        | 16  | 6 | 5 | 1 | 0 | 27 | 6  | +21  |  | Sporting CP           | 6-4 |     | 2-1 | 10-2 |
| 2    | HC Forte dei Marmi | 10  | 6 | 3 | 1 | 2 | 22 | 11 | +11  |  | HC Forte dei Marmi    | 5-2 | 0-0 |     | 6-0  |
| 3    | HC Liceo           | 9   | 6 | 3 | 0 | 3 | 24 | 24 | 0    |  | HC Liceo              |     | 1-4 | 6-3 | 8-4  |
| 4    | Germania Herringen | 0   | 6 | 0 | 0 | 6 | 7  | 39 | -32  |  | Germania Herringen    | 2-3 | 0-5 | 1-7 |      |

### Groupe C
Le groupe C est composé des équipes du  Reus, FC Porto, Amatori Lodi et SCRA Saint-Omer.
| Rang | Équipe          | Pts | J | G | N | P | Bp | Bc | Diff |  | Résultats (dom.\ext.) |     |     |     |     |
| ---- | --------------- | --- | - | - | - | - | -- | -- | ---- |  | --------------------- | --- | --- | --- | --- |
| 1    | FC Porto        | 14  | 6 | 4 | 2 | 0 | 29 | 15 | +14  |  | FC Porto              | 6-3 |     | 8-3 | 6-2 |
| 2    | Amatori Lodi    | 10  | 6 | 3 | 1 | 2 | 20 | 18 | +2   |  | Amatori Lodi          | 3-1 | 1-1 |     | 7-1 |
| 3    | Reus            | 9   | 6 | 3 | 0 | 3 | 19 | 20 | -1   |  | Reus                  |     | 2-4 | 6-3 | 5-3 |
| 4    | SCRA Saint-Omer | 1   | 6 | 0 | 1 | 5 | 12 | 27 | -15  |  | SCRA Saint-Omer       | 1-2 | 4-4 | 1-3 |     |

### Groupe D
Le groupe D est composé des équipes du  CE Noia, SL Benfica, HRC Monza et Montreux HC.
| Rang | Équipe      | Pts | J | G | N | P | Bp | Bc | Diff |  | Résultats (dom.\ext.) |     |     |     |      |
| ---- | ----------- | --- | - | - | - | - | -- | -- | ---- |  | --------------------- | --- | --- | --- | ---- |
| 1    | SL Benfica  | 16  | 6 | 5 | 1 | 0 | 32 | 11 | +21  |  | SL Benfica            | 4-4 |     | 3-1 | 10-2 |
| 2    | CE Noia     | 10  | 6 | 3 | 1 | 2 | 24 | 12 | +12  |  | CE Noia               |     | 1-2 | 7-2 | 6-0  |
| 3    | HRC Monza   | 9   | 6 | 3 | 0 | 3 | 15 | 18 | -3   |  | HRC Monza             | 4-0 | 0-5 |     | 6-2  |
| 4    | Montreux HC | 0   | 6 | 0 | 0 | 6 | 8  | 38 | -30  |  | Montreux HC           | 0-6 | 3-8 | 1-2 |      |

## Phase finale

### Quarts de finale
Dans les Quarts de finale, les premiers de poules rencontrent un deuxième de poule, ce dernier reçoit au match aller. Les vainqueurs sont qualifiés pour la finale à quatre qui se déroule chez l'un des vainqueurs.
Match aller le 23 mars 2019, match retour le 6 avril 2019 :
| Équipe 1           | Score  | Équipe 2     | Aller | Retour |
| ------------------ | ------ | ------------ | ----- | ------ |
| Amatori Lodi       | 5 - 13 | Sporting CP  | 3 - 5 | 2 - 8  |
| CE Noia            | 3 - 11 | FC Barcelone | 3 - 4 | 0 - 7  |
| HC Forte dei Marmi | 3 - 8  | FC Porto     | 1 - 5 | 2 - 3  |
| UD Oliveirense     | 3 - 6  | SL Benfica   | 2 - 3 | 1 - 3  |

#### Aller
| 23 mars 2019 | UD Oliveirense                      | 2 - 3   | SL Benfica                                                  |                                                                                             |                                                                                             |
| 17h30        | Jorge Silva 7e · Xavier Barroso 35e | (1 - 2) | 15e Valter Neves · 25e Jordi Adroher · 36e Albert Casanovas | Pavilhao Dr. Salvator Machado, Oliveira de Azemeis Arbitrage : Luca Molli - Claudio Ferraro | Pavilhao Dr. Salvator Machado, Oliveira de Azemeis Arbitrage : Luca Molli - Claudio Ferraro |
| 17h30        | Rapport                             |         |                                                             | Pavilhao Dr. Salvator Machado, Oliveira de Azemeis Arbitrage : Luca Molli - Claudio Ferraro | Pavilhao Dr. Salvator Machado, Oliveira de Azemeis Arbitrage : Luca Molli - Claudio Ferraro |

| 23 mars 2019 | CE Noia                                                           | 3 - 4   | FC Barcelone                                                                    |                                                                                                   |                                                                                                   |
| 20h00        | Humberto Da Silva 3e · Sergi Aragones 25e · Humberto Da Silva 46e | (2 - 1) | 2e Pablo Alvarez · 32e Matias Pascual · 37e Matias Pascual · 38e João Rodrigues | Pavelló Olímpic de l'Ateneu Agrícola, Sant Sadurní d'Anoia Arbitrage : João Duarte - Ricardo Leão | Pavelló Olímpic de l'Ateneu Agrícola, Sant Sadurní d'Anoia Arbitrage : João Duarte - Ricardo Leão |
| 20h00        | Rapport                                                           |         |                                                                                 | Pavelló Olímpic de l'Ateneu Agrícola, Sant Sadurní d'Anoia Arbitrage : João Duarte - Ricardo Leão | Pavelló Olímpic de l'Ateneu Agrícola, Sant Sadurní d'Anoia Arbitrage : João Duarte - Ricardo Leão |

| 23 mars 2019 | HC Forte dei Marmi    | 1 - 5   | FC Porto                                                                                      |                                                                          |                                                                          |
| 21h00        | Federico Ambrosio 15e | (1 - 4) | 1re Gonçalo Alves · 4e Giulio Cocco · 21e Giulio Cocco · 23e Helder Nunes · 44e Gonçalo Alves | PalaForte - Forte dei Marmi Arbitrage : Inigo Lopez Leiton - Miguel Diaz | PalaForte - Forte dei Marmi Arbitrage : Inigo Lopez Leiton - Miguel Diaz |
| 21h00        | Rapport               |         |                                                                                               | PalaForte - Forte dei Marmi Arbitrage : Inigo Lopez Leiton - Miguel Diaz | PalaForte - Forte dei Marmi Arbitrage : Inigo Lopez Leiton - Miguel Diaz |

| 23 mars 2019 | Amatori Lodi                                              | 3 - 5   | Sporting CP                                                                          |                                                                   |                                                                   |
| 21h00        | Domenico Illuzzi 12e · Juan Fariza 45e · Luis Querido 49e | (1 - 1) | 16e Ferran Font · 27e Raul Marin · 37e Ferran Font · 44e Raul Marin · 50e Raul Marin | PalaCastellotti, Lodi Arbitrage : Ruben Fernandez - Alberto Veiga | PalaCastellotti, Lodi Arbitrage : Ruben Fernandez - Alberto Veiga |
| 21h00        | Rapport                                                   |         |                                                                                      | PalaCastellotti, Lodi Arbitrage : Ruben Fernandez - Alberto Veiga | PalaCastellotti, Lodi Arbitrage : Ruben Fernandez - Alberto Veiga |

#### Retour
| 6 avril 2019 | Sporting CP | 8 - 2 | Amatori Lodi |                                                                      |                                                                      |
| 15h00        | -           | (-)   | -            | Pavilhão João Rocha, Lisbonne Arbitrage : Alberto Lopez - José Gomez | Pavilhão João Rocha, Lisbonne Arbitrage : Alberto Lopez - José Gomez |
| 15h00        | -           |       |              | Pavilhão João Rocha, Lisbonne Arbitrage : Alberto Lopez - José Gomez | Pavilhão João Rocha, Lisbonne Arbitrage : Alberto Lopez - José Gomez |

| 6 avril 2019 | FC Barcelone | 7 - 0 | CE Noia |                                                                      |                                                                      |
| 18h00        | -            | (-)   | -       | Palau Blaugrana, Barcelone Arbitrage : Joaquim Pinto - Orlando Panza | Palau Blaugrana, Barcelone Arbitrage : Joaquim Pinto - Orlando Panza |
| 18h00        | -            |       |         | Palau Blaugrana, Barcelone Arbitrage : Joaquim Pinto - Orlando Panza | Palau Blaugrana, Barcelone Arbitrage : Joaquim Pinto - Orlando Panza |

| 6 avril 2019 | FC Porto | 3 - 2 | HC Forte dei Marmi |                                                             |                                                             |
| 18H30        | -        | (-)   | -                  | Dragao Caixa, Porto Arbitrage : Raul Burgos - Ivan Gonzalez | Dragao Caixa, Porto Arbitrage : Raul Burgos - Ivan Gonzalez |
| 18H30        | -        |       |                    | Dragao Caixa, Porto Arbitrage : Raul Burgos - Ivan Gonzalez | Dragao Caixa, Porto Arbitrage : Raul Burgos - Ivan Gonzalez |

| 6 avril 2019 | SL Benfica | 3 - 1 | UD Oliveirense |                                                                                  |                                                                                  |
| 19H00        | -          | (-)   | -              | Pavilhão Fidelidade, Lisbonne Arbitrage : Massimiliano Carmazzi - Filippo Fronte | Pavilhão Fidelidade, Lisbonne Arbitrage : Massimiliano Carmazzi - Filippo Fronte |
| 19H00        | -          |       |                | Pavilhão Fidelidade, Lisbonne Arbitrage : Massimiliano Carmazzi - Filippo Fronte | Pavilhão Fidelidade, Lisbonne Arbitrage : Massimiliano Carmazzi - Filippo Fronte |

### Final four
La finale à quatre se dispute les 11 et 12 mai 2019.
Club organisateur : Sporting CP
Lieu : Pavilhão João Rocha, Lisbonne
|  | Demi-finales | Demi-finales |          |   | Finale | Finale |
|  | Demi-finales | Demi-finales |          |   | Finale | Finale |
|  |              |              |          |   |        |        |
|  | 11 mai       | 11 mai       |          |   | 12 mai | 12 mai |
|  | 11 mai       | 11 mai       |          |   | 12 mai | 12 mai |
|  | FC Barcelone | 1 (0)        |          |   | 12 mai | 12 mai |
|  | FC Barcelone | 1 (0)        |          |   | 12 mai | 12 mai |
|  | FC Porto     | 1 (1)        |          |   | 12 mai | 12 mai |
|  | FC Porto     | 1 (1)        | FC Porto | 2 |        |        |
|  | 11 mai       |              | FC Porto | 2 |        |        |
|  |              | Sporting CP  | 5        |   |        |        |
|  | Sporting CP  | Sporting CP  | 5        | 5 |        |        |
|  | Sporting CP  |              |          | 5 |        |        |
|  | SL Benfica   | 4            |          |   |        |        |
|  | SL Benfica   | 4            |          |   |        |        |

Le score entre parenthèses indique le score de la séance de tirs au but

#### 1/2 Finales
| 11 mai 2019 | FC Barcelone      | 1 - 1   | FC Porto          |                                                                        |                                                                        |
| 17h30       | Matias Pascual 4e | (1 - 0) | 29e Gonçalo Alves | Pavilhão João Rocha, Lisbonne Arbitrage : Luca Molli - Claudio Ferraro | Pavilhão João Rocha, Lisbonne Arbitrage : Luca Molli - Claudio Ferraro |
| 17h30       | Rapport           |         |                   | Pavilhão João Rocha, Lisbonne Arbitrage : Luca Molli - Claudio Ferraro | Pavilhão João Rocha, Lisbonne Arbitrage : Luca Molli - Claudio Ferraro |

| 11 mai 2019 | Sporting CP                                                                                          | 5 - 4   | SL Benfica                                                                   |                                                                       |                                                                       |
| 21h00       | Pedro Gil 8e · Matias Platero 15e · Matias Platero 23e · Henrique Magalhães 41e · Gonzalo Romero 49e | (3 - 1) | 16e Diogo Rafael · 42e Diogo Rafael · 44e Carlos Nicolia · 49e Lucas Ordoñez | Pavilhão João Rocha, Lisbonne Arbitrage : Ivan Gonzalez - Miguel Diaz | Pavilhão João Rocha, Lisbonne Arbitrage : Ivan Gonzalez - Miguel Diaz |
| 21h00       | Rapport                                                                                              |         |                                                                              | Pavilhão João Rocha, Lisbonne Arbitrage : Ivan Gonzalez - Miguel Diaz | Pavilhão João Rocha, Lisbonne Arbitrage : Ivan Gonzalez - Miguel Diaz |

#### Finale
La finale se dispute sur une seule rencontre, le dimanche 12 mai 2019, à Lisbonne au Portugal, au Pavilhão João Rocha.
| Club     | Score | Club        |
| -------- | ----- | ----------- |
| FC Porto | 2 – 5 | Sporting CP |

##### Feuille de match
| 12 mai 2019 | FC Porto                              | 2 – 5   | Sporting CP                                                               | Pavilhão João Rocha, Lisbonne                     |                                                   |
|             | Gonçalo Alves 0e · Reinaldo Garcia 0e | (1 - 4) | 0e Antonio Perez · 0e 0e Ferran Font · 0e Gonzalo Romero · 0e Vitor Pinto | Arbitrage : Alessandro Eccelsi , Joseph Silecchia | Arbitrage : Alessandro Eccelsi , Joseph Silecchia |

| FC Porto | Sporting CP |

| FC Porto :        |   |                  |
|                   |   |                  |
| G                 | - | Carles Grau      |
| G                 | - | Filipe Magalhães |
| D                 | - | Daniel Oliveira  |
| D                 | - | Helder Nunes     |
| D                 | - | Telmo Pinto      |
| D                 | - | Reinaldo Garcia  |
| A                 | - | Giulio Cocco     |
| A                 | - | Gonçalo Alves    |
| A                 | - | José Costa       |
| A                 | - | Hugo Santos      |
| Entraîneur :      |   |                  |
| Guillem Cabestany |   |                  |

| Sporting CP:  |   |                    |
|               |   |                    |
| G             | - | Ângelo Girão       |
| G             | - | José Macedo        |
| D             | - | Henrique Magalhães |
| D             | - | Matias Platero     |
| A             | - | Antonio Perez      |
| A             | - | Ferran Font        |
| A             | - | Gonzalo Romero     |
| A             | - | Pedro Gil          |
| A             | - | Raul Marin         |
| A             | - | Vitor Pinto        |
| Entraîneur :  |   |                    |
| Paulo Freitas |   |                    |

## Classement des buteurs
|   | Buteur            | Club               | Buts | Ratio |
| - | ----------------- | ------------------ | ---- | ----- |
| 1 | João Rodrigues    | FC Barcelone       | 17   | 2.3   |
| 2 | Gonçalo Alves     | FC Porto           | 11   | 1.5   |
| 3 | Miguel Rocha      | SL Benfica         | 10   | 1.4   |
| 4 | Matias Pascual    | FC Barcelone       | 9    | 1.5   |
| 5 | Lucas Ordoñez     | SL Benfica         | 8    | 1.3   |
| - | Helder Nunes      | FC Porto           | 8    | 1.3   |
| - | Toni Sero         | HC Quévert         | 8    | 1.3   |
| - | Antonio Perez     | Sporting CP        | 8    | 1.2   |
| - | Federico Ambrosio | HC Forte dei Marmi | 8    | 1.1   |
| - | Marc Torra        | UD Oliveirense     | 8    | 1.1   |